# Curzonlijn

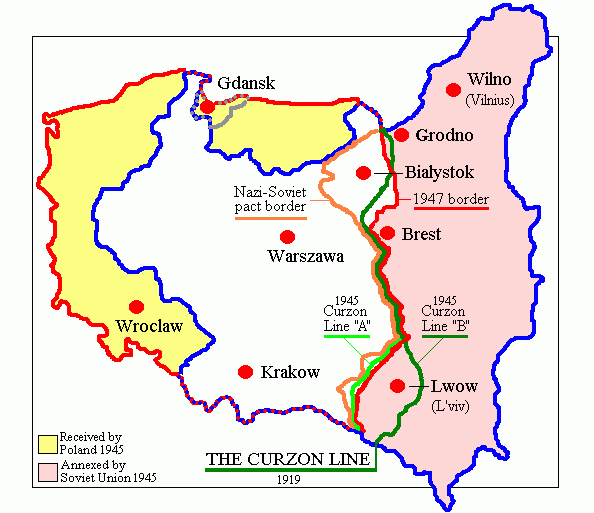
De Curzonlijn

De Curzonlijn of Curzonlinie was een demarcatielijn uit 1919-1920 tussen Polen en bolsjewistisch Rusland, die ruwweg samenvalt met de huidige oostgrens van Polen. De  fictieve lijn werd de nieuwe grens met de Sovjet Unie in 1945. De lijn wordt daarom ook Stalinlijn genoemd.
In 1918 werd Polen onder leiding van Józef Piłsudski onafhankelijk, waarna het over zijn oostgrens met bolsjewistisch Rusland de Pools-Russische Oorlog (1919-1921) uitvocht. De voorgestelde bestandslijn werd in 1920 genoemd naar de toenmalige Britse minister van Buitenlandse Zaken, Lord George Curzon, al had deze geen inhoudelijke bemoeienis met de lijn gehad en was deze in 1919 op de vredesconferentie van Parijs al aan de orde geweest.
De grondslag van de lijn was de moedertaal van de meerderheid van de bevolking. Ten westen van deze lijn was meer dan 50% van de bevolking Pools, ten oosten ervan domineerden de Oekraïners en Wit-Russen. De lijn was bedoeld als minimumgrens voor Polen: dat land behield het recht om gebieden ten oosten ervan alsnog op te eisen.
Józef Piłsudski, die een multinationaal Polen voorstond op het grondgebied van voor de Poolse delingen, nam geen genoegen met de etnografische grens. De Polen wisten bij de Vrede van Riga nog een groot stuk Russisch grondgebied aan hun land toe te voegen, waarna de Curzonlijn tijdens het interbellum geen rol meer zou spelen. Polen kreeg aldus nog grote aantallen Oekraïners en Wit-Russen binnen zijn grenzen.
De aanvankelijke Curzonlijn loopt vanaf het Meer van Vištytis naar het zuidoosten, dan vlak voor Hrodna (Grodno) wederom naar het zuiden, volgt de rivier de Bug en zakt vervolgens af naar het zuidwesten om te eindigen bij de Duklapas in het Tatragebergte.
Deze versie werd onderschreven bij het Hitler-Stalinpact, met als gevolg dat de gebieden die Polen in 1918 op de bolsjewieken hadden gewonnen verloren gingen. Stalin bleef na de oorlog ook tegenover de westelijke geallieerden aan de lijn vasthouden. Polen werd met grote delen van Duitsland gecompenseerd.
De huidige Poolse oostgrens volgt de Curzonlijn niet volledig: in het zuiden lag de stad Lviv (Lwów) aanvankelijk ten westen van de lijn, terwijl ze niettemin in de Sovjet-Unie kwam te liggen (en thans tot Oekraïne behoort). Tussen Polen en de Sovjet-Unie kwam het tot een grootschalige bevolkingsuitruil. Daarmee werd de Curzonlijn alsnog de etnografische grens die hij in 1920 maar ten dele was.